# DME award
DME award (Design Management Europe award, en anglès Premi europeu de gestió del disseny) és un premi europeu a la gestió del disseny. El premi DME promou l'ús estratègic a les empreses europees. Premia la gestió i la implementació amb èxit del disseny en els seus procesos i estratègies per a aconseguir els objectius de l'empresa. La xarxa DME consisteix en 24 socis de 17 països diferents que venen organitzant els premis DME des del 2007.

## Història
Cerimònies fins avui:
- 2007: Essen, Alemanya
- 2008: Cardiff, Regne Unit
- 2009: Eindhoven, Holanda
- 2010: Lisboa, Portugal
- 2011: Tallinn, Estònia
- 2012: Paredes, Portugal

## Criteris de selecció
- Nivell d'assignació de recursos.
- Beneficis lligats al disseny.
- Pla estratètic de disseny.
- Procès del disseny.
- Nivell d'experiència interna i externa.

## Categories
- Grans empreses.
- Empresa mitjana.
- Empresa petita.
- Micro-empresa.
- Empresa pública o sense ànim de lucre.
- Organitzacions fora d'Europa.

## Socis del premi DME
| Àustria           | Bèlgica                                   | Czech Republic             | Estènia                  | França                                                                  | Alemanya                                                           | Itàlia                                                                  |
| ----------------- | ----------------------------------------- | -------------------------- | ------------------------ | ----------------------------------------------------------------------- | ------------------------------------------------------------------ | ----------------------------------------------------------------------- |
| Design Austria    | - Designregio Kortrijk - Design Flanders  | Czech Trade                | Eesti Disainerite Liit   | - Agence pour la Promotion de la Creation Industrielle - Cite du Design | Design Zentrum Nordrhein Westfalen                                 | Associazione per il Disegno Industriale                                 |
| Luxembourg        | Polònia                                   | Portugal                   | Espanya                  | Suècia                                                                  | Holanda                                                            | Regne Unit                                                              |
| Design Luxembourg | The Silesian Castle of Art and Enterprise | Centro Portugues de Design | Barcelona Centre Disseny | Stiftelsen Svensk Industridesign                                        | - European Design Centre - CBRD/ INHOLLAND - The City of Eindhoven | - PDR/ Cardiff Metropolitan University - Centre for Creative Industries |

## Guanyadors dels premis DME
| Categoria                             | 2007 | 2008 | 2009                                                                       | 2010                                                   | 2011                      | 2012                                                   | 2013                              | 2014                          |
| ------------------------------------- | --- | --- | -------------------------------------------------------------------------- | ------------------------------------------------------ | ------------------------- | ------------------------------------------------------ | --------------------------------- | ----------------------------- |
| Micro Empresa                         | - Beau & Bien, França - FeONIC, Regne Unit - Ivana Helsinki, Finlàndia                                                        | - Industreal, Itàlia - Plusarkkithdit, Finlàndia - Senz Umbrellas, Holanda                                                       | - VanMoof, Holanda                                                         | Sense guanyador Menció honorable: - Puff-Buff, Polònia | - Viteo Outdoors, Àustria | - GMG, Holanda                                         | - karen dell'armi, Regne Unit     | - Cute Beachtoys, Bèlgica     |
| Petita Empresa                        | - Dark, Bèlgica - Extremis, Bèlgica T-box, Turquia                                                                            | - Vipp, Dinamarca - Curana, Bèlgica - Vacu Vin, Holanda                                                                          | - Venrooy Cable Equipment, Holanda                                         | - Larus, Portugal                                      | - Nanimarquina, Catalunya | - Tyromotion, Austria                                  | - Motion 10, Holanda              | - marset Barcelona, Catalunya |
| Mitjana Empresa                       | - Walter Knoll, Alemanya - Chocolat Factory, Catalunya - Santa & Cole, Catalunya                                              | - Eva Denmark, Dinamarca - Cifial, Portugal - Thrislington Cubicles, Regne Unit                                                  | - Royal VKB, Koninklijke Van Kempen & Begeer, Holanda - Temahome, Portugal | - Figueras International Seating, Catalunya            | - Lékué, Catalunya        | - Leborgne, França                                     | - Cricursa, Catalunya             | - pirobase, Alemanya          |
| Gran Empresa                          | - Loewe AG, Alemanya - Festo, Alemanya - Bosch und Siemens Hausgeräte GmbH, Alemanya                                          | - Virgin Atlantic Airways, Regne Unit - Alfred Kärcher GmbH, Alemanya - Roca, Spain                                              | - Trespa, Holanda                                                          | - Zelmer, Poland                                       | - Vestel, Turkey          | - Beiersdorf, Alemanya                                 | - P&G, USA                        | * Newell Rubbermaid, USA      |
| Empresa pública o sense ànim de lucre | - Escuela de Arte y Superior de Diseño, Espanya - d'Stater Museen, Luxembourg - Centrale des Auberges de Jeunesse, Luxembourg | - Hogeschool West-Vlaanderen, Bèlgica - National Patient Safety Agency, Regne Unit - Kortrijk Design Biennale Interieur, Bèlgica | - MyMachine, Bèlgica                                                       | - D4E1-Howest, Bèlgica                                 | - La 27ème region, França | - Design Silesia, Polònia - Tallinn Transport, Estònia | - Saint-Etienne métropole, França | - Myddfai,Regne Unit          |
| Primer projecte                       | - Nlisis, Holanda - Madara Cosmetics, Latvia - Eliet, Belgium                                                                 | - Nomad Wheelchairs, Regne Unit                                                                                                  | Sense guanyador Menció honorable: - Acquaefuoco, Italy - Waar, Holanda     |                                                        |                           |                                                        |                                   |                               |
| Disseny sostenible                    | - EDF, França | - Cityroofs, Holanda |                                                                            |                                                        |                           |                                                        |                                   |                               |
| Novetats                              | - Justincase Trading, Austria - Bionade, Alemanya - Moho Design, Polònia                                                      | |                                                                            |                                                        |                           |                                                        |                                   |                               |

## Altres premis similars
- IF product design award: és un premi de disseny internacional concedit a Alemanya.
- Plus x award: és un premi d'innovació tecnològica internacional concedit a Alemanya.
- Red Dot Design Award: és un premi de disseny internacional concedit a Alemanya.
- A' Design Award: és un premi mundial de disseny per a arquitectes, artistes i disseny en general.
- Good Design Award (Japó): és un premi de disseny industrial organitzat anualment per l'institut japonès de la promoció al disseny.
- Good Design Award (Chicago): és un premi de disseny industrial organitzat anualment pel museu d'arquitectura i disseny de Chicago.
- Premis delta FAD: és un premi de disseny organitzat anualment pel FAD Barcelona.
- Edison Awards: és un premi a la innovació de productes i serveis.